# Keşan (district)
Keşan is een Turks district in de provincie Edirne en telt 77.442 inwoners (2007). Het district heeft een oppervlakte van 1187,4 km².
De bevolkingsontwikkeling van het district is weergegeven in onderstaande tabel.
| 1997   | 2000   | 2007   |
| ------ | ------ | ------ |
| 71.003 | 77.637 | 77.442 |